# 1282
Năm 1282 là một năm trong lịch Julius.

## Sinh
- Marguerite của Pháp, con gái của Philip III của Pháp và vương phi của Edward I của Anh (mất năm 1317)
- King Oshin của Armenia (mất năm 1320)
- Hugh V, Công tước của Burgundy (mất năm 1315)
- Maud Chaworth, nữ bá tước của Leicester (mất 1322)
- Đức Giáo hoàng Innocent VI (mất năm 1362)
- Frederick IV, Công tước của Lorraine (mất năm 1329)
- Louis IV, Hoàng đế La Mã Thần thánh (mất năm 1347)
- Pierre Maury, người Pháp
- Uzbeg Khan, vua của Kim Trướng Hán quốc (mất năm 1341)